# Orontes IV
Orontes IV (en armenio: Երվանդ Դ; muerto hacia 201 a. C.) fue el último rey de Armenia de la Dinastía Oróntida.

## Reinado
Orontes IV es el dinasta mencionado por Estrabón que precisa que el último sátrapa persa de Armenia fue «Orontes, descendiente de Hidarnes », uno de los «Siete», antes de que, siempre según Estrabón, dos de los generales de Antíoco III el Grande, Artaxias y Zariadris, se la repartieran hacia el año 190 a. C.
Una inscripción en griego descubierta en 1927 en Armavir confirma la existencia del rey Orontes y de su final trágico, y menciona a su hermano Mitras «sumo sacerdote del templo del sol y de la luna» en Armavir.
Cyrille Toumanoff estima que Moisés de Corene se refiere de manera imprecisa en su Histoire d'Arménie del reinado de Orontes IV y de su hermano. Según el historiador, corresponden al rey «Ervand» y a su hermano «Ervaz» cuya historia es relatada ampliamente por Moisés de Corene, que ubica no obstante estos personajes después del reinado del rey «Sanatruk», homicida de los niños del rey «Abgar» del que hizo un uso abusivo un rey de Armenia.
El historiador revela como similitudes que el rey Ervand de Moisés de Corene era reputado por haber trasladado su capital de Armavir a Ervandachat mientras que el cambio de la capital oróntida de Armavir a Ervandachat ha sido confirmado por descubrimientos arqueológicos. Ervand fue vencido y asesinado por un pretendiente llamado «Artaques» que corresponde de hecho al Artaxias histórico. Además, su hermano Ervaz fue promovido a sumo sacerdote de una ciudad llamada Bagaran dedicada a los dioses Aramazd, Anahit y Vahagn.
En conclusión, Cyrille Toumanoff atribuye tres o cuatro hijos al rey Arsames de Armenia: Jerjes, que le sucedió, después tal vez Abdisares,  que reinó solo o únicamente sobre la Sophene, y finalmente Orontes IV y su hermano el sumo sacerdote Mitras, que fueron eliminados por el artáxida Artaxias I, con los que tal vez estaba emparentado.